# Polymera (Polymera) verticillata
Polymera (Polymera) verticillata is een tweevleugelige uit de familie steltmuggen (Limoniidae). De soort komt voor in het Neotropisch gebied.